# ملابس السباحة عالية التقنية

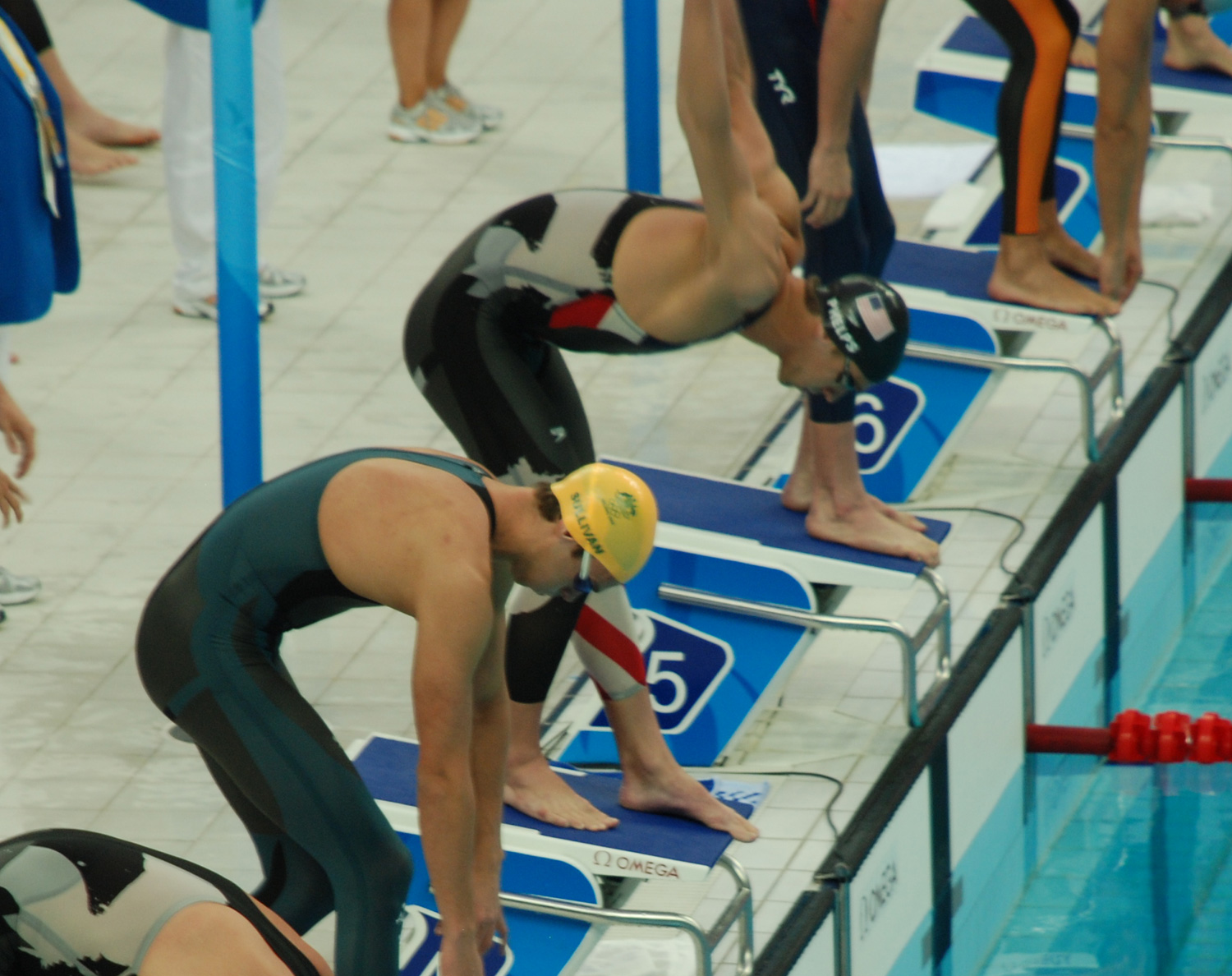
مايكل فيلبس يبدأ سباق التتابع 4 × 100 متر في دورة الألعاب الأولمبية في بكين، 11 أغسطس 2008

ملابس السباحة عالية التقنية، أو بدلات تقنية، هي مواد متقدمة علمياً تستخدم لملابس السباحة في الرياضات المائية التنافسية مثل السباحة والترياثلون، والمواد من هذا النوع عادة ما تكون أقمشة مركبة من الإسباندكس والنايلون مع ميزات لتقليل مقاومة المياه، وتشمل الأقمشة مميزات تزيد من انزلاق السباح من خلال الماء وتقلل من امتصاص الماء بواسطة بدلاً ملابس السباحة العادية.

## الغرض والتصميم
صممت ملابس السباحة عالية التقنية للحد من السحب وتحسين أداء السباحة، وتدعى شركة سبيدو أن روسر لزر خفضت من مقاومة السحب أو الماء بنسبة 38% مقارنة ببدلة السباحة التقليدية في الليكرا، وهذا السباح عالي التقنية مصمم للتقليل من السحب مع زيادة الدعم للعضلات إلى أقصى حد، وبعض الشركات تدعي أن أنسجتها تقلل من السحب أكثر من الاحتكاك العادي للمياه ضد الجلد، وللقيام بذلك يصممون خطوط راقية من ملابس السباحة التنافسية التي تغطي الذراعين والساقين، والنسيج المستخدم لملابس السباحة ذات التكنولوجيا العالية هو الضوء ونبض الماء، وكثيرا ما تتألف هذه المواد من إسبانديكس ونايلون كثيري الامتداد، وكثيرا ما تصنع ملابس السباحة ذات التكنولوجيا العالية باستخدام خطوط مستعبدة للحد من المزيد من السحب، وتوفر هذه البدلات أيضا الضغط اللازم لزيادة الأداء.

## النظام
بعد الألعاب الأولمبية لعام 2008، صوّت الاتحاد الدولي للسباحة (FINA) على تنظيم استخدام ملابس السباحة عالية التقنية في المنافسة، وكُسِر أكثر من 130 رقماً قياسياً عالمياً للسّباحة من عام 2008 إلى عام 2009 من خلال استخدام ملابس السباحة عالية التقنية، ومع ذلك صوت الاتحاد بالإجماع على تنظيم استخدام هذه البدلات في المنافسة الرسمية ابتداء من عام 2010، وكانت البدلات المحظورة المستخدمة في عامي 2008 و2009 كانت مصنوعة من مادة البولي يوريثين، وتتضمن المبادئ التوجيهية تدابير محددة لتنظيم سمك النسيج والطفو وسهولة نفاذه، اعتباراً من عام 2015، أما البدلات ذات التكنولوجيا العالية المستخدمة في المنافسة فلم تعد قادرة على الحصول على سحابات أو أنواع أخرى من التثبيت، وعُثِرَ على تغيير كبير في لوائح (FINA) هو اللوائح في تصميم البدلات، وعلى عكس بدلات الجسم التي شوهدت في الألعاب الأولمبية لعام 2008، فإن بدلات الرجال لا يمكن أن تمتد فوق السرة أو أسفل الركبة، ولا يمكن للبدلات النسائية أن تغطي الرقبة أو تمتد إلى ما بعد الكتفين أو أسفل الركبة.

## الشركات المصنعة
خطوط النسيج عالية التقنية بواسطة شركات تصنيع ملابس السباحة:
• سبيدو-أكيوبلاد
• نايكي-ليفتسويت
•أديداس
•تور
•دولفن
•ميزونو
•فينيس

## الجدل

### المزايا
ميزة خطوط النسيج عالية التقنية فمثل هذه الميزة تعطى مزايا كبيرة للسباحين التي تجري مناقشتهم، ويمكن للبدلات عالية التقنية أن تزيد من سرعة السباحة بحوالي 4 بالمائة، وبحسب ما ورد وجدت دراسة أجراها جويل ستاجر من مركز كونسيلمان لعلوم السباحة من جامعة إنديانا عام 2012، وزيادة بنسبة 0.34٪ فقط، ويتعارض معظم المصنّعين مع دراساتهم الخاصة على الرغم من الترويج لمزايا خطوطهم الفردية بشكل عام وضد منافسيهم، وتقدم الشركات المصنعة المختلفة أيضاً مزايا محددة لأنواع معينة من السباحين، على سبيل المثال تحظى LZR X بشعبية بين العدائين الأحرار بسبب انضغاطه، بينما يجد العديد من السباحين عن بعد أن الضغط يضر عضلات الساق على مدار سباق أطول، وفي الوقت نفسه غالبًا ما يفضل سباحة الصدرية بدلات أرينا للحصول على مقاس أكثر مرونة، مما يتيح نطاقًا أفضل للحركة أثناء أداء ركلة الصدر.

### التكلفة
تكون المواد باهظة الثمن في بعض الأحيان (300 دولار أمريكي - 600 دولار أمريكي أو 300 جنيه إسترليني-500 جنيه إسترليني للبدلة الكاملة)، مما يقصر استخدامها على المستويات الاحترافية والتنافسية العالية للرياضة، ومع ذلك في السنوات الأخيرة مع تقدم التكنولوجيا، يمكن شراء «ملابس السباحة عالية التقنية» الأساسية مقابل ما يقرب من 100 دولار أو 100 جنيه إسترليني.

### السجلات
قبل بدء حظر ملابس السباحة عالية التقنية في بداية عام 2010، قدر أن أكثر من 130 رقمًا قياسيًا عالميًا قد حطمت باستخدام الأقمشة عالية التقنية، واستفاد تقريبًا كل فائز بميدالية في الألعاب الأولمبية الصيفية لعام 2008 من ملابس السباحة عالية التقنية، وغالبًا ما يُنظر إلى هذا على أنه الحافز وراء «سباق التسلح التكنولوجي» في مسابقات السباحة الاحترافية بما في ذلك بطولة العالم لعام 2009، قال السباح الأمريكي بطل العالم آرون بيرسول الذي سبح مرتين في بطولة العالم لعام 2009 قال: «الكثير منا يمزح بأن هذا قد يكون الأسرع على الإطلاق، وقد نستمتع بهذا عام (2009)»، واعتقد الكثيرون أن القواعد التي تم إدخالها على ملابس السباحة عالية التقنية ستنهي عصر الأداء المحطم للأرقام القياسية في السباحة، وأن الأرقام القياسية العالمية الحالية التي تغلبت عليها حاليًا بملابس السباحة عالية التقنية وشرحت بعلامة النجمة، وبعد عامين ونصف تقريبًا من تطبيق قواعد الاتحاد الدولي للسباحة (FINA)، حطم 9 أرقام قياسية في الألعاب الأولمبية 2012، وكُسِّر العديد من السجلات فائقة الجودة، ومع اقتراب الألعاب الأولمبية المقبلة، فإنها توفر فرصة أخرى لعصر السجلات فائقة الجودة لاستبدالها بسجلات نسيجية أسرع وجديدة، ولم تعيق اللوائح المتعلقة بملابس السباحة ذات التكنولوجيا المتقدمة التقدم في السباحة التنافسية، اعتبارً من عام 2021، ولا يزال هناك 11 سجلًا مناسبًا للغاية بالنسبة لعدادات الدورة الطويلة و5 لمقاييس الدورة القصيرة (السجلات الفردية وسجلات الترحيل مجتمعة)، هذا أقل بحوالي خمس مرات من عدد السجلات فائقة الجودة في الكتب بحلول نهاية عام 2009.